# ولسوالی شیب‌کوه
شیب‌کوه یکی از ولسوالی‌های ولایت فـَراه در باختر افغانستان است. جمعیت این ناحیه نزدیک به ۲۳٬۰۱۳ نفر اعلام شده است.
ولسوالی شیب‌کوه ولایت فراه در ۷۰ کیلومتری غرب فراه موقعیت دارد که از ۵۷ روستا تشکیل گردیده و با کشور ایران هم‌مرز است. شیب‌کوه یکی از بهترین و قشنگ‌ترین روستاهای افغانستان هست همچنین این ولایت تیم فوتبال و فوتسال معروفی به نام طوفان شیب ده دارد که ۶ عنوان قهرمانی داره و نفوس آن ۲۳ هزار تن تخمین شده است.